# То (озеро)
То (фр. Étang de Thau) — озеро лагунного происхождения во Франции у берегов Средиземного моря. Расположено в регионе Окситания, недалеко от границы с Испанией. Третье (после Женевского озера и озера Бер) по величине озеро Франции.

## Описание
Озеро отделяет от моря коса, вода в нём солоноватая, уровень солёности колеблется в зависимости от сезона. Максимальная глубина составляет 32 м. Температура воды колеблется в пределах от + 7 °C до + 24 °C. Объём воды — 340 млн м³. Средняя глубина водоёма составляет 4,5 м. На озере разводят моллюсков, главным образом устриц и мидий. Популярный туристический объект.
На берегах озера расположены города и населённые пункты: Баларюк-ле-Бен, Марсейан, Мез, Бузиг, Сет.

## Животный мир

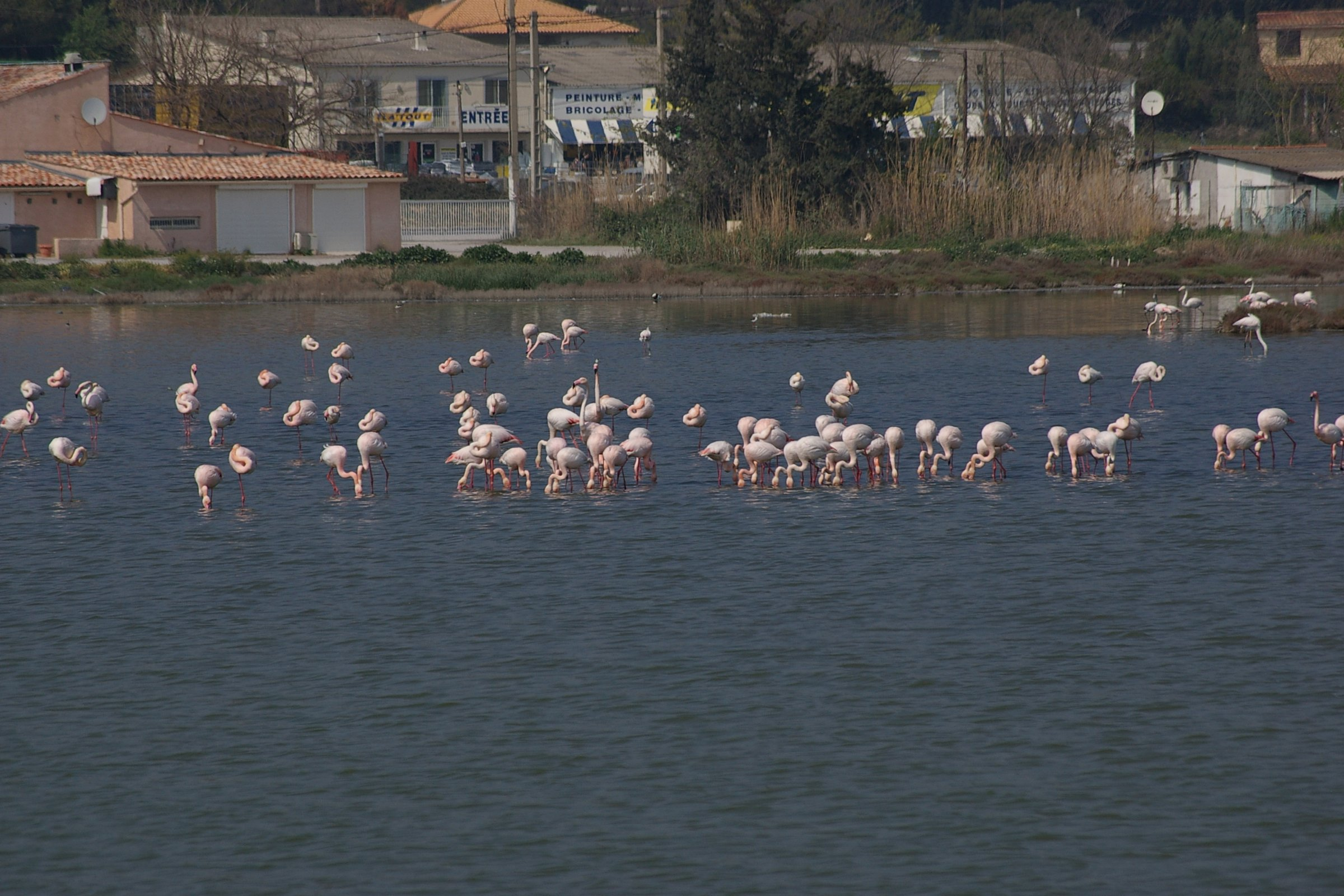
Фламинго около Бузига

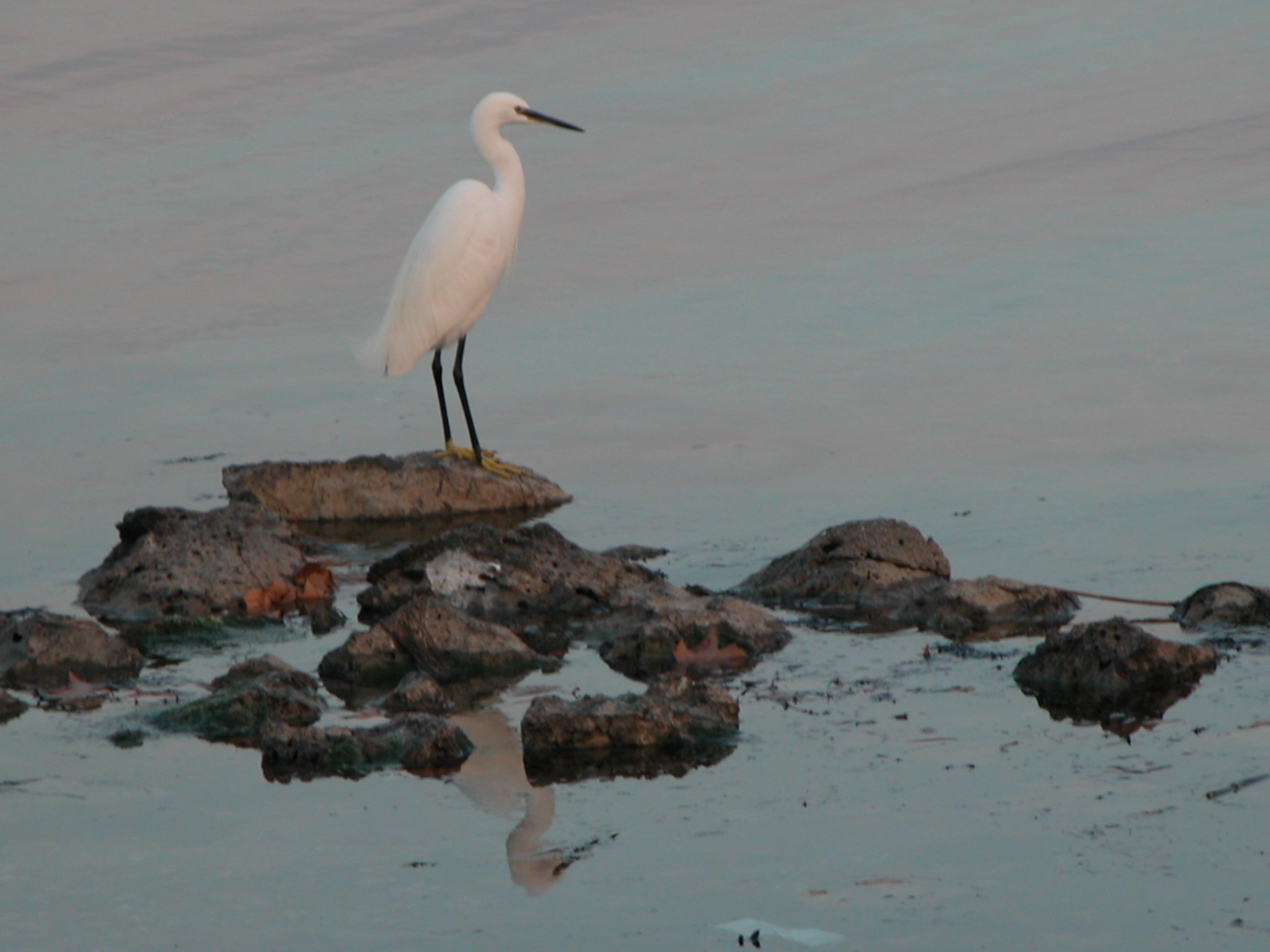
Птица на берегу озера То

В бассейне озера проживают разнообразные животные, птицы (цапли, розовый фламинго) и множество морских обитателей (медузы, рыбы, водоросли).